# Alfredo Pastor
Alfredo Pastor Bodmer, en catalán Alfred Pastor Bodmer, (Seo de Urgel, 30 de septiembre de 1944) es un economista español.

## Biografía
Alfredo Pastor se licenció en Economía en la Universidad de Barcelona en 1968. Se doctoró en Economía en el Instituto Tecnológico de Massachusetts en 1972 y al año siguiente en Ciencias Económicas en la Universidad Autónoma de Barcelona.
Fue el director del Instituto de la Empresa Familiar, y consejero del Banco de España y economista para el Banco Mundial. De 1985 a 1990 fue presidente y consejero delegado de la Empresa Nacional Hidroeléctrica del Ribagorzana (ENHER). De 1993 a 1995 Pastor fue Secretario de Estado de Economía del Ministerio de Economía y Hacienda.
Alfredo Pastor, Profesor de Economía y el Titular de la Cátedra Banco Sabadell de Mercados Emergentes en el IESE Business School de la Universidad de Navarra. Es el exdecano y vicepresidente de la China Europe International Business School (CEIBS). Es consejero de las empresas Miguel y Costas, Sol Meliá y Scania Hispania. Ha sido presidente de Scania Hispania desde 1997 hasta 2001. Desde 1989 es consejero del Círculo de Economía.
Los campos de estudio de Pastor son la Unión Europea, la política económica de España y de China y el papel del Estado en la Economía de mercado. Es Miembro del comité editorial de Moneda y Crédito y de Recoletos Publishing Group.
En 2004 recibió la gran cruz de la española de la Orden del Mérito Civil. En 2010 el Colegio de Economistas de Cataluña le distinguió como colegiado de mérito. En 2011, junto con Joaquim Muns fue galardonado con el Premio Conde de Godó de Periodismo.